# Бацитрацин
Бацитрацинът е смес от полипептидни антибиотици с бактерицидно действие спрямо грам-положителни микроорганизми. Бацитрацинът нарушава синтеза на клетъчната стена и синтеза на протеини в бактериалната клетка. Комбинацията от неомицин и бацитрацин притежава синергийно действие, взаимно разширяват антибактериалния си спектър и възпрепятстват развитието на бактериална резистентност. Не се инактивират при контакт с биологични течности и секрети.
Търговският лекарствен препарат Topocin™ 5 g съдържа 250 IU цинк-бацитрацин.